# Jean-Louis Clarr
Jean-Louis Clarr, né le 24 décembre 1944 à Sainte-Geneviève-des-Bois, est un pilote de rallye français.

## Biographie
Sa carrière en course s'étale de 1967 (rallye du Touquet sur Renault 8 Gordini, après des débuts comme copilote au rallye de Picardie en 1967) à 1983 (Costa Smeralda).
Il mena sa passion du sport automobile parallèlement à une carrière de technicien supérieur chimiste au Commissariat à l'énergie atomique.

## Titre
- Vainqueur du Critérium National des Rallyes 1970 (alors le championnat D2, devant Thierry Sabine);
- Champion de France des rallyes du Groupe 2: 1974, avec Jean-François Fauchille sur Opel Ascona;
- Trophée Opel: 1970 sur Kadett Coupé Rallye Gr.1[2], et 1974;
  - Vice-champion de France des rallyes du Groupe 2: 1975 avec Jean-François Fauchille sur Opel Ascona;
  - Vice-champion de France des rallyes: 1978, avec Tilber sur Opel Kadett GT/E (derrière Bernard Darniche).

## Victoires
- Rallye Pétrole-Provence en 1970, sur Opel Kadett Coupé Rallye
- Rallye du Poitou en 1970, sur Opel Kadett Coupé Rallye
- Tour de la Nièvre en 1970, sur Opel Kadett Coupé Rallye
- Course Opel Paul Ricard en 1972, sur  Opel Ascona A groupe 2
- Rallye de la Châtaigne en 1973, copilote Jean-Pierre Peyroux sur Opel Ascona du Groupe 2;
- Rallye de la Lozère en 1974, sur Opel Ascona groupe 2
- Rallye des Monts Dôme en 1974, sur Opel Ascona; groupe 2
- Rallye du Mont-Blanc en 1975, copilote Jean François Fauchille sur  Opel Ascona A Gr.2;
- Tour de la Nièvre en 1975, copilote Jean François Fauchille sur Opel Ascona A Gr.2;
- Rallye des 1000 Pistes en 1976, copilote Jean-François Fauchille sur Opel Kadett GT/E Gr.1;
- Critérium Alpin en 1976, copilote Jean-François Fauchille sur Opel Kadett GT/E Gpe 4;
- Critérium Jean Behra en 1976, copilote Jean-François Fauchille sur Opel Kadett GT/E Gpe 4;
- Grand Prix sur Glace de Chamonix en 1977, sur Lancia Béta Chardonnet;
- Tour auto de La Réunion en 1978, copilote Bangui sur Opel Kadett GT/E Gpe 1 ;
- Rallye de Bollène en 1980, sur Opel Ascona; Gpe 4

## Podiums en ERC
- 2e du Tour de France automobile en 1978, avec Tilber sur Opel Kadett GT/E Gr.1;
- 3e du rallye de Lorraine en 1980, avec Jean-Louis Fauchille sur  Opel Ascona 400;
- 3e du rallye d'Antibes en 1981, avec Joseph Sévelinge sur Opel Ascona 400;
- 3e du Tour de France automobile en 1982, avec Arnaldo Bernacchini Lancia Rally 037 du Martin Racing team;

## Victoires de classe au Tour de France automobile
- Groupe 1 du Tour de France automobile: 1977 avec Vincent Laverne sur Opel Kadett GT/E (7e au général), 1978, (2ème au général) et 1979 avec Jean-François Fauchille sur Opel Kadett GT/E (4e au général);
- Groupe B du Tour de France automobile: 1982.